# Tillandsia clavigera
Tillandsia clavigera — вид роду Tillandsia. 
Його батьківщиною є Венесуела, Колумбія, Перу та Еквадор.
Виділяють два підвиди:
1. Tillandsia clavigera var. clavigera — більшість рослин
2. Tillandsia clavigera var. pendula Rauh — район Паско в Перу